# Kamienica Goryszowskich w Krakowie
Kamienica Goryszowskich – zabytkowa kamienica znajdująca się w Krakowie, w dzielnicy I przy ulicy św. Anny 3, na Starym Mieście.

## Historia
Kamienica została wzniesiona w XIV wieku. W II połowie XVI wieku składała się z dwupiętrowego budynku frontowego i jednopiętrowych oficyn: bocznej i tylnej. W latach 1571–1637 była własnością Goryszowskich, od 1764 starosty ojcowskiego Załuskiego, a następnie wdowy po nim. W I połowie XIX wieku została przejściowo połączona z kamienicą przy ulicy Jagiellońskiej 10. W tym czasie właścicielami posesji byli Hallerowie. Od 1867 przeszła we władanie rodziny Herteuxów, którzy prowadzili w niej Hotel Victoria. W 1886 nadbudowano trzecie piętro. W latach 1894–1900 odłączono skrzydło przy Jagiellońskiej, przebudowując je ponownie na samodzielny budynek. Na początku XX wieku kamienica stała się własnością Doboszyńskich. W 1905 zaadaptowano oficynę boczną na drukarnię, a w 1913 poszerzono ją, zadaszając część podwórza. W latach 70. XX wieku budynek przeszedł generalny remont, podczas którego wyburzono część oficyny bocznej, zaadaptowano piwnice na kawiarnię, a parter na galerię Związku Polskich Artystów Fotografików.
Na przełomie XIX i XX wieku w budynku mieszkał Adam Doboszyński, poseł, prawnik i publicysta. 11 stycznia 1904 urodził się w nim jego syn – również Adam, polityk i pisarz.
10 stycznia 1966 i ponownie 7 maja 1975 kamienica została wpisana do rejestru zabytków. Znajduje się także w gminnej ewidencji zabytków.